# 圣洁没有瑕疵
《圣洁没有瑕疵》，又名《荣耀的教会》，是倪柝声关于教会方面的一本属灵名著，由上海福音书房出版。该书的特点是，用《聖經》的《创世记》第2章里的夏娃、《以弗所书》第5章里的妻子、《启示录》第12章的妇人、《启示录》第21章的新妇，来说明教会的属灵性质，是荣耀、圣别、没有瑕疵的。内容包括：神（即上帝）的计划和神的安息、夏娃的豫表、基督的身体和基督的新妇、“妇人生了一个男孩子”、圣城新耶路撒冷等。
该书原为1939年到1942年间，倪柝声在上海所释放的信息，1952年倪柝声被捕后，李渊如将其整理编辑，于1953年4月将其出版。该书出版后，在当时的政治环境下，引发激烈的辩论。同年8月21日，《天風》刊載《一群讀者對於《聖潔沒有瑕疵》的意見》，批判该书的内容散播反對新中國及三自革新的毒素，要求政府當局加以处理。福音書房編輯部亦发表反駁聲明，称之为三自革新派打擊屬靈派。不久，两派展开公开论战，吳耀宗公开要求基督徒批判思想毒素。北京的王明道亦针锋相对，在《靈食》季刊发表《巴蘭的道路》，驳斥三自革新派的“毒素”言論。